# OpenLeaks
OpenLeaks é um sítio de Internet semelhante ao WikiLeaks e lançado pelo ex-assistente de Julian Assange, Daniel Domscheit-Berg. Ele foi membro de um grupo de hackers alemães chamado Chaos Computer Club e disse que o serviço começaria a funcionar em modo experimental no início de 2011. A equipe, composta de dez pessoas, trabalha em aplicativos para garantir a função do sítio, isto é, permitir o vazamento de documentos confidenciais. Ele será, segundo seu idealizador, ainda mais transparente que o original.
A diferença deste novo serviço é que os meios de comunicação poderão explorar o conteúdo do sítio e publicarem o que quiserem, isto é, o OpenLeaks não publicará nada, será somente um repositório de documentos vazados.